# 凤仪镇 (南江县)
凤仪镇，原为凤仪乡，是中华人民共和国四川省巴中市南江县曾经下辖的一个镇。2018年撤乡设镇。。区划代码改为511922124。2019年12月，撤销凤仪镇，所属行政区域划归正直镇管辖。

## 行政区划
凤仪镇撤销前下辖以下地区：
凤仪社区、清花村、鱼池村、东流村、永合村、桑树村、檬树村、龙江村、南河村和鱼脊村。